# Eutichurus lizeri
Eutichurus lizeri är en spindelart som beskrevs av Cândido Firmino de Mello-Leitão 1938. Eutichurus lizeri ingår i släktet Eutichurus och familjen sporrspindlar. Inga underarter finns listade i Catalogue of Life.